# Dak-bokkeum-tang
Dak-bokkeum-tang (coreà: 닭볶음탕 o 닭볶음湯) o dak-dori-tang (coreà: 닭도리탕), traduïble com estofat de pollastre picant, és un plat tradicional coreà semblant al jjim o al jorim que s'elabora bullint trossos de pollastre amb verdures i espècies. Els ingredients de vegades es sofregeixen abans de fer-los bullir.
La recepta varia arreu de la península coreana. Els ingredients comuns inclouen patates, pastanagues, pebrots verds i vermells, pebrots vermells secs, cebollins, cebes, alls, gingebre, gochujang (pasta de xile), gochutgaru (xili en pols), salsa de soja i oli de sèsam.